# تیرنا
تیرنا (به انگلیسی: Tyrna) یک منطقهٔ مسکونی در هند است که در مگالایا واقع شده‌است.